# قوانين الأراضي في فلسطين
هي القوانين الخاصة بالأراضي وملكيتها في دولة فلسطين وتعني كلمة (الأرض) الأراضي الأميرية والموقوفة والمملوكة والأبنية والأشجار وأي شيء آخر ثابت في الأرض.

## القوانين العثمانية
- قانون الأراضي العثمانية الصادر عام 1858
- قانون الطابو العثماني عام 1861
- قانون تملك الأجانب للأراضي في فلسطين1869

## القوانين الإنجليزية
- قانون تصحيح سجلات الطابو 1920م
- قانون انتقال الأراضي
- قانون الأراضي المحلولة عام 1921م
- قانون الأراضي الموات 1921م
- قانون محاكم الأراضي 1921م
- قانون الغابات
- قانون حق نزع الملكية